# Frederick Guest
Frederick Guest   (Londres, 14 de juny de 1875 - Sunbury-on-Thames, 28 d'abril de 1937) va ser un polític anglès conegut, sobretot, per ser el líder del Partit Liberal de la Coalició del primer ministre David Lloyd George, 1917-1921. També va ser secretari d'Estat de l'Aire entre 1921 i 1922.

## Carrera militar
Educat al Winchester College, va triar la professió militar. El 1899 va ser enviat a Egipte, i a finals de novembre d'aquell any va formar part d'un Cos de Camellers durant les operacions que van conduir a la derrota d'Abdullahi. També va servir a Sud-àfrica durant la Segona Guerra dels Bòers a partir de 1901, tornant a casa a finals de juny de 1902, després del final de les hostilitats. Va ser condecorat per la valentia i va ascendir a capità abans de retirar-se del servei actiu el 1906.

## Carrera política
El 1904, durant la polèmica dins del Partit Conservador sobre l'adopció del proteccionisme, Guest i altres membres de la seva família van seguir el seu cosí i amic íntim, Winston Churchill, al Partit Liberal en suport del lliure comerç. El 1906 Guest es va convertir en secretari privat de Churchill. Guest va intentar tres vegades entrar a la Cambra dels Comuns abans de guanyar la votació a l'escó d'East Dorset a les eleccions generals de gener de 1910. Va ser reelegit el desembre de 1910. El 1911 es va convertir en un whip del Partit Liberal.
Amb l'esclat de la Primera Guerra Mundial, l'agost de 1914 va tornar al servei actiu com a ajudant de camp del mariscal de camp Sir John French, comandant de la força expedicionària britànica a França. El 1916 va servir a l'Àfrica Oriental i va rebre l'Orde del Servei Distingit. Una greu malaltia posà punt final a la seva carrera militar i el maig de 1917 es va unir al govern de la coalició de Lloyd George com a secretari del Tresor. El 1920 va ser nomenat membre del Consell Privat i el 1921 va ser ascendit a Secretari d'Estat de l'Aire, càrrec que va ocupar fins que la Coalició va caure del poder, l'octubre de 1922. A les eleccions generals de novembre de 1922 va perdre el seu escó però el 1923 el va recuperar per Stroud i el 1924 per Bristol North. Després de perdre com a liberal les eleccions de 1929, es va incorporar al Partit Conservador, guanyant per Plymouth Drake el 1931 i romanent en aquest càrrec fins a la seva mort.

## Carrera esportiva
El 1924 va prendre part en els Jocs Olímpics d'Estiu de París, on guanyà la medalla de bronze en la competició de polo. Formà equip amb Dennis Bingham, Frederick Barrett i Kinnear Wise.